# Alvin and the Chipmunks: Original Motion Picture Soundtrack
Alvin and the Chipmunks: Original Motion Picture Soundtrack è la colonna sonora del film Alvin Superstar ed è stata pubblicata il 20 novembre 2007, tre settimane prima che il film debuttasse nelle sale.

## Il disco
Questo CD si può considerare il primo album dei Alvin and the Chipmunks, e della loro casa di produzione, la Bagdasarian Productions, dopo tre anni di silenzio. Inoltre si tratta dei 43º album del gruppo. La seconda traccia vede una parte cantata dall'attore Jason Lee che nel film interpreta il ruolo di David Seville, produttore dei Chipmunks. Oltre ad alcuni classici dei Chipmunks, ed altre canzoni nuove, sono presenti anche diverse cover di importanti artisti come Daniel Powter (Bad Day), i Lipps Inc. (Funkytown) o i The Platters (la celeberrima Only You).

## Tracce
1. Bad Day
2. The Chipmunk Song (Christmas Don't Be Late) (Deetown OG Mix)
3. Follow Me Now featuring Jason Gleed
4. How We Roll
5. Witch Doctor featuring Chris Classic
6. Come Get It featuring Rebecca Jones
7. The Chipmunk Song (Christmas Don't Be Late) (Deetown Rock Mix)
8. Funkytown
9. Get You Goin'
10. Coast 2 Coast
11. Mess Around
12. Only You
13. Ain't No Party featuring Rebecca Jones and Chris Classic
14. Get Munk'd
15. Witch Doctor (versione originale)
16. The Chipmunk Song (Christmas Don't Be Late) (versione originale)